# Remchingen-Mittleres Pfinztal
Remchingen-Mittleres Pfinztal ist ein Landschaftsschutzgebiet im Enzkreis (Schutzgebietsnummer 2.36.037).

## Lage und Beschreibung
Das 1.257 Hektar große Landschaftsschutzgebiet entstand durch Verordnung des Landratsamts Enzkreis vom 12. März 1987. Mit Inkrafttreten dieser Verordnung traten die Verordnung des Landratsamtes Pforzheim zum Schutz von Landschaftsteilen auf den Gemarkungen Dietlingen und Nöttingen vom 17. August 1962 (Landschaftsschutzgebiet Ranntal) und die Verordnung des Badischen Ministers des Kultus und Unterrichts zum Schutz von Landschaftsteilen entlang der Reichsautobahn im Stadt- und Landkreis Pforzheim vom 11. Februar 1942 außer Kraft, soweit sich diese auf den Geltungsbereich dieser Verordnung erstreckten. 
Das Schutzgebiet besteht aus zwei Teilgebieten und liegt rund um die Remchinger Ortsteile Nöttingen, Darmsbach, Wilferdingen und Singen auf der Markung von vier Gemeinden:
- Remchingen = 1252,7089 ha, 99,58 %
- Keltern = 2,3393 ha, 0,18 %
- Kämpfelbach = 0,1048 ha, 0,01 %
- Königsbach-Stein = 1,6792 ha, 0,13 %

Es gehört zum Naturraum 125-Kraichgau innerhalb der naturräumlichen Haupteinheit 12-Neckar- und Tauber-Gäuplatten. Mehrere Landschaftsschutzgebiete schließen sich an. Ein kleiner Teil des Schutzgebiets liegt im FFH-Gebiet Nr. 7017-341 Pfinzgau Ost.

## Schutzzweck
Wesentlicher Schutzzweck ist lauf Schutzgebietsverordnung die Erhaltung
- der für das Pfinzhügelland typischen naturnahen Kulturlandschaft;
- von Dauergrünzonen mit Umbruchverbot;
- der Wiesen mit ihren Streuobstbeständen und der damit vernetzten Biotope (u. a. Waldränder, Heckenbestände und Feldgehölze);
- der durch Heckenzüge, Bäume, Hohlwege und Raine gegliederten Feldflur. Die Heckenzüge, Bäume, Feldgehölze, Obstbestände, Hohlwege, Raine und naturnahen Wälder sowie der Bewuchs aufgelassener Steinbrüche und Lehmgruben sind als biologische Zellen und als Refugien der für die Stabilität des Naturhaushaltes bedeutsamen Flora und Fauna von großer Bedeutung. Sie stellen auch einen wirksamen Schutz gegen Erosion durch Wind und Wasser dar;
- der Feuchtgebiete mit ihren Schilfbeständen, Quellen und Quellfluren;
- der Talauen von Pfinz, Kämpfelbach, Auerbach und Rannbach mit ihren Auegehölzsäumen;
- der Waldbestände, Sukzessionsflächen und Gehölze, insbesondere der Laub- und Mischwälder.